# Naftovyk Okhtyrka
Maillots
Le Futbolny Klub Naftovyk-Ukrnafta Okhtyrka (en ukrainien : Футбольный Клуб Нафтовик-Укрнафта Охтирки), plus couramment abrégé en Naftovyk-Ukrnafta Okhtyrka, est un ancien club professionnel ukrainien de football fondé en 1980 puis disparu en 2018 et basé dans la ville d'Okhtyrka.
Le nom Natfovyk signifie Pétroliers et il appartient à Ukrnafta. Il a remporté un Championnat d'Ukraine de football D2 en 2006-2007, ce qui lui a valu sa seconde participation à la Premier-liha en 2007-2008.

## Bilan sportif

### Palmarès
| Compétitions nationales                                |
| ------------------------------------------------------ |
| - Championnat d'Ukraine D2 (1) : - Champion : 2006-07. |

### Classements en championnat
La frise ci-dessous résume les classements successifs du club en championnat.

## Personnalités du club

### Présidents du club
- Oleksandr Sikoune

### Entraîneurs du club
| - Serhiy Chevtchenko (2001 - 2007) - Valeriy Horodov (2007 - 2009) - Serhiy Chevtchenko (2009 - 2010) | - Serhiy Mizine (2010 - 2011) - Anton Sikoune |